# Nebenstedt
Nebenstedt ist ein Ortsteil der Stadt Dannenberg (Elbe) im Landkreis Lüchow-Dannenberg in Niedersachsen östlich von Dannenberg und gehört zur Samtgemeinde Elbtalaue. Durch den Ort verlaufen die Landesstraße 256 und die Kreisstraße 1, am Rand vorbei führt die Bundesstraße 191.

## Geschichte
Auf mittelalterliche Spuren weist der Fund der Brakteaten von Nebenstedt.
Am 10. Oktober 1836 war der Ort völlig abgebrannt und anschließend von Grund auf neu aufgebaut worden. Dabei wurden die Haupthäuser der Höfe in Zwei- und Vierständerbauweise giebelständig in großen Abständen beidseitig an der begradigten Landstraße aufgereiht. Nebenstedt ist daher heute als zweizeiliges Straßendorf einzuordnen. Es sind noch mehrere Hallenhäuser aus der Wiederaufbauphase ab 1837 zu finden. Später erfolgten erhebliche Ortserweiterungen nach Norden, einschließlich von Neubaugebieten, die aktuell bis zur B 191 reichen. Südlich des Ortes verläuft ein alter Deich, der als rückwärtiger Hochwasserschutz gedient hatte, bevor die Jeetzelniederung Mitte des 20. Jahrhunderts wasser- und deichbaulich umgestaltet wurde.
Am 1. Juli 1972 wurde Nebenstedt in die Stadt Dannenberg (Elbe) eingegliedert.